# Ōshima Yoshimasa
Ōshima Yoshimasa est un nom japonais traditionnel ; le nom de famille (ou le nom d'école), Ōshima, précède donc le prénom (ou le nom d'artiste).
Le vicomte Ōshima Yoshimasa (大島 義昌) (20 septembre 1850 - 10 avril 1926) est un général de l'armée impériale japonaise. Il est l'arrière-grand-père de Shinzō Abe, 63e Premier ministre du Japon.

## Biographie
Ōshima est le fils aîné d'un samouraï du domaine de Chōshū (actuelle préfecture de Yamaguchi), et combat comme membre de l'alliance Satchō pour l'empereur Meiji durant la guerre de Boshin contre le shogunat Tokugawa. Après la restauration de Meiji, il étudie à l'école militaire d'Osaka en 1870 et est nommé lieutenant dans la nouvelle armée impériale japonaise en août 1871. Assigné au 4e régiment d'infanterie, il est promu capitaine l'année suivante, et devient commandant de bataillon dans le 1er régiment d'infanterie en 1873. Durant la rébellion de Satsuma de 1877, il est promu major. 
Après la révolte, il sert dans divers postes de l'État-major avec la garnison de Sendai et devient colonel en 1886. En 1887, il devient chef d'État-major de la garnison de Tokyo et, à la suite de la réorganisation de l'armée par le conseiller étranger allemand Jacob Meckel, il devient chef d'État-major de la 1re division. En juin 1891, il est promu major-général et assigné à la tête de la 9e brigade d'infanterie, qui est surnommée la « brigade combinée Ōshima ». Envoyée en Corée en 1897 durant la rébellion paysanne du Donghak, sa troupe de 4 000 hommes a pour mission d'expulser l'armée de Beiyang chinoise du territoire coréen par la force.
Le 28 juin 1894, ses forces défont les Chinois à la bataille de Seonghwan près d'Asan, au Sud de Séoul, lors du premier engagement de la guerre. En récompense de sa victoire, Ōshima reçoit le titre de baron (danshaku) selon le système de noblesse kazoku, et est assigné à la tête de la garnison de Tsushima. En février 1898, il est promu lieutenant-général.
Durant la guerre russo-japonaise, Ōshima est commandant de la 3e division de la 2e armée du général Oku Yasukata. Il mène cette troupe à la bataille de Liaoyang, à la bataille du Cha-Ho, et à la bataille de Mukden. Après la guerre, il est promu général et sert comme gouverneur-général du Guandong d'octobre 1905 à avril 1912. Durant cette période, il met en place ce qui deviendra plus tard l'armée japonaise du Guandong.
En 1907, Ōshima est élevé au titre de vicomte (shishaku) et sert à l'État-major de l'armée impériale japonaise à partir de septembre 1911. Il reçoit l'ordre du Soleil levant (1re classe) en juin 1912 et se retire du service actif en août 1915. Il meurt en 1926.